# Пазелки
Пазелки — село в Бессоновском районе Пензенской области России. Входит в состав Сосновского сельсовета.

## География
Село находится в центральной части Пензенской области, в пределах западных склонов Приволжской возвышенности, в лесостепной зоне, на берегах реки Пазелки (приток Вяди), на расстоянии примерно 20 километров (по прямой) к востоку от села Бессоновки, административного центра района. Абсолютная высота — 210 метров над уровнем моря.
Климат
Климат характеризуется как умеренно континентальный, с жарким летом и холодной продолжительной зимой. Средняя температура воздуха самого холодного месяца (января) составляет −12 °C; самого тёплого месяца (июля) — 20 °C. Годовое количество атмосферных осадков составляет около 500 мм. Снежный покров держится в среднем в течение 148 дней в году.

## История
Основано во второй половине XVII века служилой мордвой. В 1709 году имелось 62 двора и проживало 227 человек (137 мужчин и 90 женщин) из числа ясачной мордвы.
В 1748 году в населённом пункте проживало 195 ревизских душ ясачной мордвы. Из них 11 человек были новокрещёнными. Была возведена православная церковь, освящённая во имя Рождества Христова.
По состоянию на 1911 год Пазелки входили в состав Вышелейской волости Городищенского уезда. Имелись одна крестьянская община, 640 дворов, водяная мельница, мельница с нефтяным двигателем, три ветряных мельницы, шерсточесалка, овчинное заведение, семь кузницы и двенадцать лавок.
В 1955 году в селе, являвшихся центром Пазелковского сельсовета, находилась центральная усадьба колхоза имени Молотова. В 1980-е годы — центральная усадьба совхоза «Светлополянского».

## Население
| 1709  | 1782  | 1864  | 1877  | 1897  | 1911  | 1926  |
| ----- | ----- | ----- | ----- | ----- | ----- | ----- |
| 227   | ↗860  | ↗2183 | ↗2222 | ↗2964 | ↗3730 | ↘3134 |
| 1930  | 1959  | 1979  | 1989  | 1996  | 2002  | 2010  |
| ↘2935 | ↘1915 | ↘1120 | ↘1029 | ↘965  | ↘864  | ↘795  |

Половой состав
По данным Всероссийской переписи населения 2010 года в гендерной структуре населения мужчины составляли 45 %, женщины — соответственно 55 %.
Национальный состав
Согласно результатам переписи 2002 года, в национальной структуре населения мордва составляла 74 % из 864 чел.
Согласно переписи населения 2010 года русских 27 %, мордвы — 69 %.

## Инфраструктура
Действуют средняя школа, фельдшерско-акушерский пункт, сельский клуб, библиотека, отделение связи и три магазина.

## Улицы
Уличная сеть села состоит из четырнадцати улиц.